# Šťastný Václav Pětipeský z Chýš a Egrberku
Šťastný Václav Pětipeský z Chýš a Egrberku (1582?–1637 nebo 25. července 1638 Praha) byl český rytíř z rodu Pětipeských z Chýš a Egerberka a člen Jednoty bratrské. Díky svým úřednickým zkušenostem patřil během stavovského povstání v letech 1618 až 1619 mezi direktory, poté byl maršálkem královského dvora Fridricha Falckého. Jeho vícekrát podaná demise nebyla nikdy přijata a za svou účast byl v roce 1620 odsouzen k smrti, ale trest mu byl později změněn na doživotní žalář a ztrátu veškerého majetku. Dva roky strávil ve vězení na hradě Zbiroh. V roce 1623 byl propuštěn a žil z věna své manželky Johanky Myškové ze Žlunic. Opět získal císařovu důvěru, stal se královským radou a místopísařem a zemřel okolo roku 1637 v úřadu místokomorníka.

## Majetek
Vlastnil Byšice, Bosyni a Obříství.